# Ako Rahim
Ako Rahim, född den 8 juli 1984 i kurdiska Irak, är en svensk fitnessprofil.

## Karriär
Ako Rahim är en fitnessatlet som under flera år tävlat i atletiska fitnesstävlingar i Sverige. Han har under sin karriär fått flera bra placeringar i AF och han har även vunnit flera stora tävlingar. 2011 vann Rahim världsmästerskapet i atletisk fitness som gick i Estland och året därpå kom han sexa i Arnold Classic Europe som var i Madrid. 
Efter Arnold Classic-tävlingen bytte Rahim inriktning inom Fitness och började fokusera på Crossfit då han ansåg att atletisk fitness inte fick den positiva utveckling som han hade önskat se. Vid sidan av sin tävlingskarriär deltar Rahim i TV-serien Gladiatorerna. Han arbetar som personlig tränare på ett gym i Vasastan i Stockholm. 
Ako Rahim driver tillsammans med andra svenska träningsprofiler träningsbloggaen ARgetfit.
På Luciapokalen 2010 tog Rahim SM-guld i dips, och året därpå tog han SM-silver.

## Meritlista
- 1:a Decembercupen Athletic Fitness 2006, Lund
- 2:a NM Athletic Fitness 2006, Karlstad
- 4:a SM Athletic Fitness 2006, Karlstad
- 3:a SM Athletic Fitness 2007, Karlstad
- 1:a SM Athletic Fitness 2008, Karlstad
- 1:a Fitness4fun 2009, Lysekil
- 2:a SM Athletic Fitness 2009, Säffle
- 1:a Dips-SM 2010, Göteborg[5]
- 1:a Fitness Five (Delkval) 2010, Västerås
- 1:a Fitness4fun 2010, Lysekil
- 1:a SM Athletic Fitness 2010, Säffle[5]
- Utsedd till 2010 års bästa fitnessatlet av Body Magazine
- 1:a Oslo Grand Prix 2011, Oslo
- 1:a SM Athletic Fitness 2011, Karlstad[6]
- 1:a Vm Demo Athletic Fitness 2011, Estland
- 6:a Arnold Classic Europe 2012, Madrid
- 2:a EM Atletic Fitness 2012, Kroatien
- 1:a Loaded Cup Athletic Fitness 2012, Danmark
- 1:a Oslo Grand Prix Athletic Fitness 2012, Oslo